# 9/11 Truth Movement

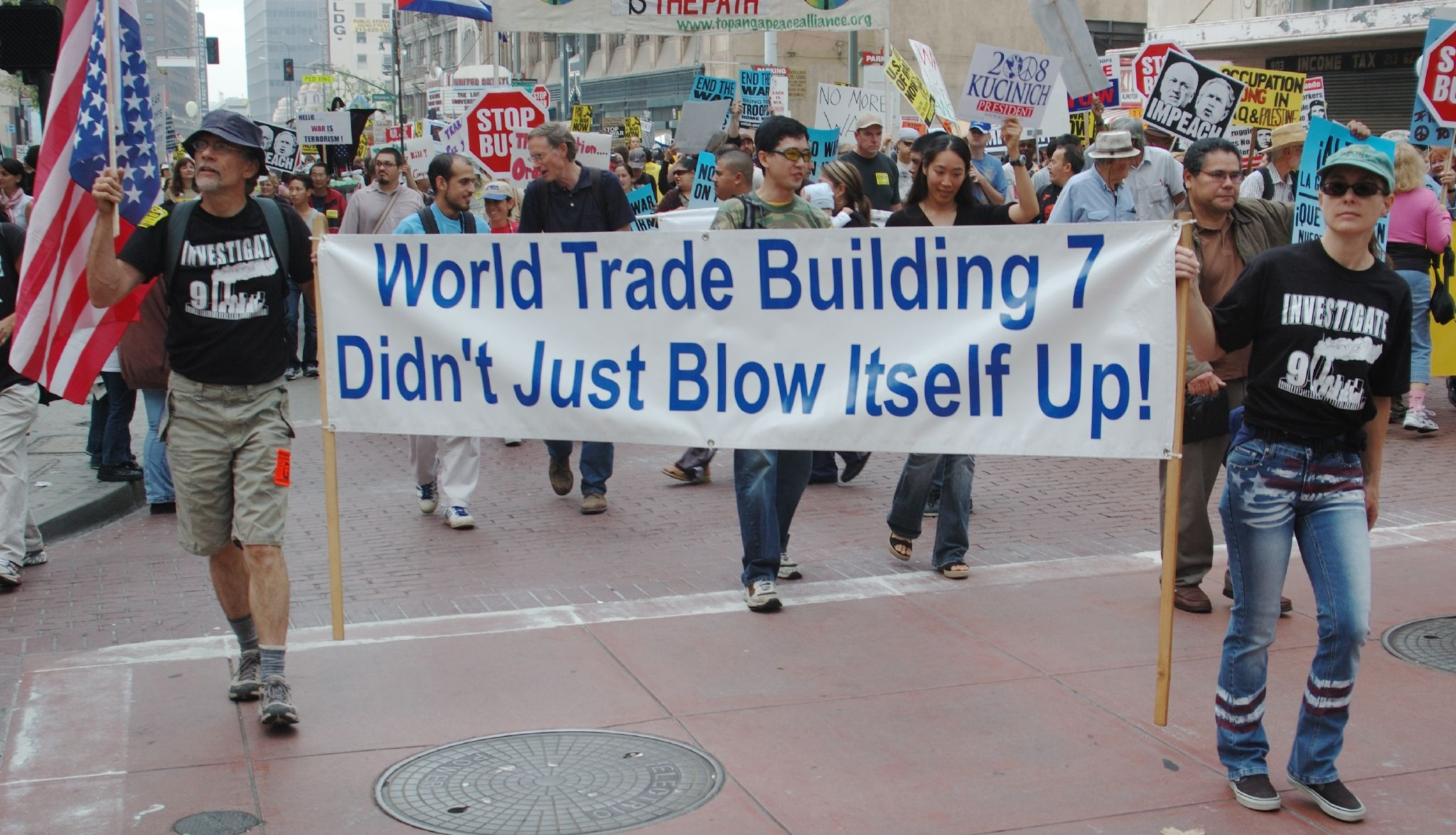
Membres del 9/11 Truth Movement en una manifestació a Los Angeles, octubre de 2007

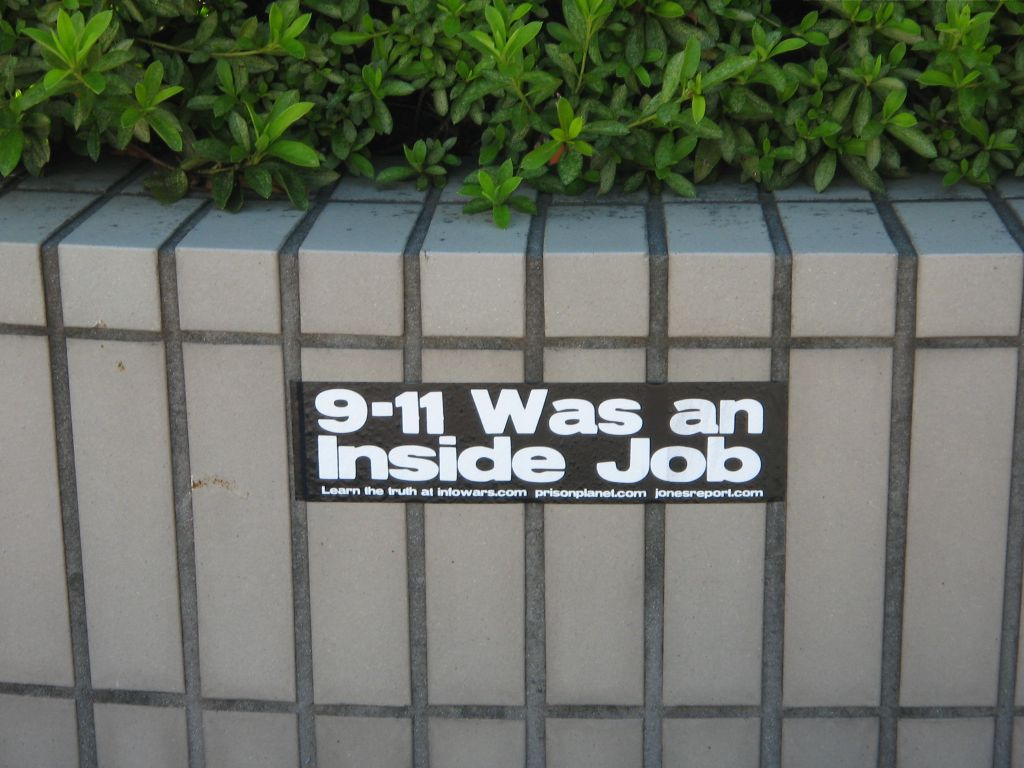
Adhesiu del "11/9 va ser una faena interna".

9/11 Truth Movement (Moviment per la veritat de l'11-S) és el nom adoptat per organitzacions que qüestionen la versió oficial sobre els atemptats de l'11 de setembre de 2001. Aquestes organitzacions exposen les seues teories sobretot per Internet i també convoquen mítings locals, conferències nacionals i internacionals i manifestacions públiques.
9/11 Truth movement és un nom col·lectiu d'organitzacions i individus que qüestionen si el govern dels Estats Units, agències dels Estats Units o individus dins d'eixos organismes eren responsables o còmplices en els atemptats del 9/11. El terme és usat pels adherits a dits postulat. Els adherits es diuen a si mateixos "9/11 Truthers", "escèptics del 9/11" o "activistas por la verdad", generalment rebutjant el malnom de "teòrics en la conspiració". ocasionalment com "negacionistes del 9/11" i pels autors més afectes de "escèptics del 9/11."
Dins d'aquest moviment, s'afirma que la versió oficial sobre els atemptats de l'11-S conté falsedats i que els fets esdevinguts poden ser explicats per alguna teoria alternativa, com que el govern dels EUA deliberadament va permetre els atemptats o que els va planificar i va executar. Una teoria és que les Torres Bessones i l'edifici WTC7 es van esfondrar per efecte d'una demolició controlada (organitzada pel govern). Serien, per tant, uns autoatemptats realitzats per a justificar les guerres (en Afganistan, Iraq…) i incrementar el control dels ciutadans.
Els partidaris del Moviment per la veritat de l'11-S estableixen com la seua finalitat la recopilació de proves, investigació i difusió de les teories alternatives sobre l'11-S. Diverses organitzacions internacionals, nacionals i locals han estat creades per a aquesta finalitat. El portal central per a llocs web del moviment, és una organització formada l'any 2004 per a coordinar els esforços de diverses organitzacions regionals. Aquesta organització descriu una aproximació en dos passos pel que fa a la veritat de l'11-S: primer, comprendre la versió oficial i les nombroses objeccions contra ella, i, segon, enfrontar les implicacions d'aquesta comprensió. El lloc web mateix s'enfoca al primer pas presentant els seus propis articles.
Molts partidaris del moviment Truth 11.09 sospiten que membres del govern dels Estats Units van tindre un paper en els atacs, o podien haver conegut que els atacs eren imminents, i no van fer res per alertar als altres o detindre-los. Alguns dins del moviment argumenten que membres del govern dels Estats Units van ser directament responsables dels atemptats de l'11-sovint al·leguen que els atacs van ser planejats i executats amb la finalitat de proporcionar als EUA un pretext per anar a la guerra a l'Orient Mitjà, i, per extensió, com un mitjà de consolidar i ampliar el poder de l'Administració Bush.
Segons aquestes denúncies, això hauria donat la justificació al govern de Bush per restringir les llibertats civils als EUA i per envair l'Afganistan i l'Iraq per tal d'assegurar futurs subministraments de petroli. En alguns casos, fins i tot en els principals mitjans de comunicació, els falcons de la Casa Blanca, especialment l'exvicepresident Dick Cheney, i membres del Project for the New American Century, un grup de pressió conservador, han estat acusats de participar en o de conèixer la presumpta conspiració.
Molts partidaris del 9/11 Truth movement al·leguen que els edificis del World Trade Center van ser destruïts per una demolició controlada, una teoria de gran importància per al moviment.